# Automeris dioxippus
Automeris dioxippus är en fjärilsart som beskrevs av Jean Baptiste Boisduval 1875. Automeris dioxippus ingår i släktet Automeris och familjen påfågelsspinnare. Inga underarter finns listade i Catalogue of Life.